# Glenoleon tillyardi
Glenoleon tillyardi is een insect uit de familie van de mierenleeuwen (Myrmeleontidae), die tot de orde netvleugeligen (Neuroptera) behoort. 
Glenoleon tillyardi is voor het eerst wetenschappelijk beschreven door New in 1985.